# Felméri Péter
Felméri Péter (Kolozsvár,  1982. július 13.) erdélyi magyar humorista, informatikus.

## Pályafutása
A kolozsvári Báthory István Elméleti Líceumban végzett 2001-ben. A Babeș–Bolyai Tudományegyetemen tanult informatikát. 2006-ban megnyerte az Erdélyi Humorfesztivált, melyet a Szomszédnéni Produkciós Iroda formáció tagjai szerveztek. 2007 szeptemberétől rendszeresen fellép a Dumaszínházban, szerepel a Showder Klubban, valamint az MR1-Kossuth Rádió Rádiókabaréjában. 2010-ben önálló rovattal, rövid, utcai interjúkkal, jelentkezett az Esti Showder Fábry Sándorral című műsorban.
Első regénye, "A három ufó", 2011-ben jelent meg az Ulpius-ház gondozásában.
Első egész estés humorestjét, melynek címe "Majd én megmondom!", 2016-ban sugározta  Comedy Central csatorna.

## Munkái

### Tévéműsorok
- Showder Klub, RTL Klub (előadó)
- Esti Showder Fábry Sándorral, RTL Klub (riporter)
- Rádiókabaré, Kossuth Rádió

## Könyve
- A három ufó (Ulpius-ház, 2011, ISBN 9789632544410)